# نادية ليم
نادية ليم (بالإنجليزية: Nadia Lim)‏ هي أخصائية تغذية نيوزيلندية، ولدت في 21 ديسمبر 1985 في أوكلاند في نيوزيلندا.